# Ahmad NikTalab
Yawar Hamdani (no nascimento: Ahmad NikTalab em persa: احمد نیک طلب em    (Hamadã, 22 de abril de 1934 – Teerã, 3 de março de 2020) escritor e poeta iraniano.  O livro Sayi Sari  Alvand , da Universidade de Harvard, por seus poemas, é preservado no dialeto do Hamadã. 

## Alguns livros
- Ganj Nameh: Coleção de letras de músicas persas, 2001 [4]
- Sayeh Sar al-Wand: Coleção Persa de Aviso, 2005 [5]
- Muthanna Saroud Farda, 1990